# IC 4380
IC 4380 ist eine Spiralgalaxie vom Hubble-Typ Scd im Sternbild Bärenhüter am Nordsternhimmel. Sie ist schätzungsweise 355 Millionen Lichtjahre von der Milchstraße entfernt.
Das Objekt wurde am 29. Juni 1896 von Stéphane Javelle entdeckt.